# Brandon King
Pour les articles homonymes, voir King.
(en) Statistiques sur pro-football-reference
Brandon King (né le 8 juin 1993 à Alabaster en Alabama) est un joueur professionnel américain de football américain au sein de la National Football League (NFL). Il joue au poste de safety .
Au niveau universitaire, il a joué pour les Tigers d'Auburn en NCAA Division I FBS. 
Non sélectionné durant la draft 2015 de la NFL, il signe pour les Patriots de la Nouvelle-Angleterre comme agent libre et remporte avec eux le Super Bowl à deux reprises : LI et LIII.

## Biographie

### Carrière universitaire
King joue au poste de linebacker au sein d'un collège communautaire chez les Highland Scotties évoluant dans la Kansas Jayhawk Community College Conference. Pendant sa saison sophomore, King y enregistre 118 plaquages et est classé cinquième meilleur safety au classement national des collèges communautaires. 
En juillet 2012, King s'engage verbalement à l'université du Sud de l'Alabama pour jouer avec l'équipe des Jaguars. Cependant, en janvier 2013, il change d'avis et, un mois plus tard, à l'occasion de la Journée nationale de signature, il s'engage avec les Tigers de l'Université d'Auburn pour y jouer dès la saison 2013. 
À Auburn, King est remplaçant à la position de safety, le titulaire étant Robenson Therezie. Il participe à tous les matchs lors de sa première saison chez les Tigers, mais y joue principalement en équipes spéciales. À la mi-saison de son année senior, King est déplacé vers la position de defensive end par ses entraîneurs lesquels recherchaient un joueur plus rapide à cette position.

### Carrière professionnelle
King n’est pas classé parmi les meilleurs prospects au poste de safety et il ne reçoit pas d’invitation pour le combine de la National Football League (NFL). Le 3 mars 2015, il participe au pro day d'Auburn avec entre autres Cameron Artis-Payne, Angelo Blackson, Quan Bray, Sammie Coates, Reese Dismukes, Corey Grant, Nick Marshall, C.J. Uzomah, Jermaine Whitehead, Gabe Wright et Trovon Reed. Il y effectue l'ensemble des exercices proposés sous les yeux des représentants des 32 équipes de la NFL.  Les spécialistesprédisent qu'il ne sera pas choisi lors de la prochaine draft. Il n'est en effet classé que 72e safety par DraftScout.com. 
| Taille             | Poids           | Sprint 40 yd | aux 10 yd | aux 20 yd | 20 yd shuttle | 3 cone drill | Détente verticale | Détente horizontale | BP      |
| ------------------ | --------------- | ------------ | --------- | --------- | ------------- | ------------ | ----------------- | ------------------- | ------- |
| 6 ft 2 in (1,88 m) | 217 lbs (98 kg) | 4,49 s       | 1,55 s    | 2,58 s    | 4,47 s        | 7,28 s       | 38 in (0,97 m)    | 10 ft 6 in (3,20 m) | 19 reps |

#### Patriots de la Nouvelle-Angleterre

##### Saison 2015
Le 8 mai 2015, King signe avec les Patriots de la Nouvelle-Angleterre comme agent libre après avoir été ignoré durant la draft 2015 de la NFL. Son contrat porte sur trois ans et s'élève à 1,57 million de dollars.
Les Patriots ayant beaucoup de profondeur au poste de safety, King se retrouve à compétitionner pour un rôle dans les unités spéciales. Le 5 septembre 2015, il est libéré par les Patriots lors des dernières coupures, mais est re-signé le lendemain pour intégrer leur équipe d'entraînement (équipe réserve),. Le 10 octobre 2015, King est intégré à l'équipe principale après la libération du cornerback Bradley Fletcher. Le lendemain, il fait ses débuts professionnels en saison régulière et enregistre deux plaquages seul lors d'une victoire de 30 à 6 sur les Cowboys de Dallas. Le 23 novembre 2015, lors de la victoire 20 à 13 contre les Bills de Buffalo, il cause un fumble à Leodis McKelvin durant un retour de punt et le ballon est ensuite récupéré par son coéquipier Jonathan Freeny. King termine sa première saison au sein des équipes spéciales avec 12 plaquages, dont 10 seul, en 13 matchs. Il est le deuxième meilleur plaqueur de son équipe aux unités spéciales derrière Matthew Slater (17 plaquages).
Les Patriots terminent la saison en remportant la division AFC Est avec un bilan de 12 victoires et 4 défaites. King joue les éliminatoires sur les unités spéciales, mais son équipe perd le match de championnat AFC face aux Broncos de Denver, futurs vainqueurs du Super Bowl 50.

#### Saison 2016
Le 7 avril 2016, alors agent libre restreint, il prolonge d'un an son contrat avec les Patriots pour 525 000 dollars,.
King est en compétition avec Cedric Thompson tout au long du camp d'entraînement pour le poste de strong safety et il est finalement désigné en début de saison comme troisième joueur à ce poste derrière Patrick Chung et Jordan Richards.
Il termine la saison 2016 avec 10 plaquages, dont 7 seul, en 16 matchs. Il joue tous les matchs éliminatoires et il remporte avec les Patriots le Super Bowl LI, battant en prolongation les Falcons d'Atlanta 34 à 28.

#### Saison 2017
Le 12 avril 2017, King signe pour une année supplémentaire avec les Patriots,. Il fait partie de l'effectif des 53 joueurs des Patriots après s'y être imposé dans les unités spéciales au cours de ses deux dernières années.
Le 29 octobre 2017, King marque son premier safety en carrière lors d'un retour de punt en plaquant Travis Benjamin dans la zone des buts lors de la victoire de 21 à 13 sur les Chargers de Los Angeles,.
Les Patriots atteignent le Super Bowl LII, qu'ils perdent 41 à 33 contre les Eagles de Philadelphie, match où King enregistre un plaquage.

#### Saison 2018
Le 8 mars 2018, King prolonge son contrat avec les Patriots pour deux ans et un montant de 2,6 millions de dollars. Il remporte le Super Bowl LIII 13 à 3 contre les Rams de Los Angeles.

#### Saison 2019
Le 17 mai 2019, King signe une nouvelle prolongation de contrat de deux ans avec les Patriots, le gardant avec l'équipe jusqu'à la saison 2021.  Le 25 août 2019, il est placé sur la liste des blessés à la suite d'une déchirure au quadriceps, qui lui fait manquer toute la saison.

## Statistiques NFL

### Saison régulière
| Année  | Équipe                             | MJ     |                       | Plaquages             | Plaquages             | Plaquages             | Plaquages |       | Interceptions | Interceptions | Interceptions | Interceptions |  | Fumbles | Fumbles |
| Année  | Équipe                             | MJ     | Total                 | Seul                  | Ast.                  | Sacks                 | Nb.       | Yards | Déf.          | TD            | Nb.           | Rec.          |  |         |         |
| 2015   | Patriots de la Nouvelle-Angleterre | 13     | 12                    | 10                    | 2                     | 0                     | 0         | 0     | 0             | 0             | 1             | 0             |  |         |         |
| 2016   | Patriots de la Nouvelle-Angleterre | 16     | 10                    | 7                     | 3                     | 0                     | 0         | 0     | 0             | 0             | 0             | 0             |  |         |         |
| 2017   | Patriots de la Nouvelle-Angleterre | 13     | 8                     | 6                     | 2                     | 0                     | 0         | 0     | 0             | 0             | 0             | 0             |  |         |         |
| 2018   | Patriots de la Nouvelle-Angleterre | 15     | 12                    | 7                     | 5                     | 0                     | 0         | 0     | 0             | 0             | 0             | 0             |  |         |         |
| 2019   | Patriots de la Nouvelle-Angleterre | 0      | N'a pas joué (blessé) | N'a pas joué (blessé) | N'a pas joué (blessé) | N'a pas joué (blessé) |           |       |               |               |               |               |  |         |         |
| Totaux | Totaux                             | Totaux | 42                    | 30                    | 12                    | 0                     | 0         | 0     | 0             | 0             | 1             | 0             |  |         |         |

### Phase éliminatoire
| Année  | Équipe                             | MJ     |                       | Plaquages             | Plaquages             | Plaquages             | Plaquages |       | Interceptions | Interceptions | Interceptions | Interceptions |  | Fumbles | Fumbles |
| Année  | Équipe                             | MJ     | Total                 | Seul                  | Ast.                  | Sacks                 | Nb.       | Yards | Déf.          | TD            | Nb.           | Rec.          |  |         |         |
| 2015   | Patriots de la Nouvelle-Angleterre | 2      | 3                     | 2                     | 1                     | 0                     | 0         | 0     | 0             | 0             | 1             | 0             |  |         |         |
| 2016   | Patriots de la Nouvelle-Angleterre | 3      | 1                     | 0                     | 1                     | 0                     | 0         | 0     | 0             | 0             | 0             | 0             |  |         |         |
| 2017   | Patriots de la Nouvelle-Angleterre | 3      | 2                     | 1                     | 1                     | 0                     | 0         | 0     | 0             | 0             | 0             | 0             |  |         |         |
| 2018   | Patriots de la Nouvelle-Angleterre | 3      | 1                     | 1                     | 0                     | 0                     | 0         | 0     | 0             | 0             | 0             | 0             |  |         |         |
| 2019   | Patriots de la Nouvelle-Angleterre | 0      | N'a pas joué (blessé) | N'a pas joué (blessé) | N'a pas joué (blessé) | N'a pas joué (blessé) |           |       |               |               |               |               |  |         |         |
| Totaux | Totaux                             | Totaux | 7                     | 4                     | 3                     | 0                     | 0         | 0     | 0             | 0             | 1             | 0             |  |         |         |